# Bibliothèque d'Alexandrie
Ne doit pas être confondu avec Bibliotheca Alexandrina.
La bibliothèque d'Alexandrie, fondée à Alexandrie, en Égypte, en 288 avant notre ère et définitivement détruite entre 48 avant notre ère et 642 après, est la plus célèbre bibliothèque de l'Antiquité et réunissait les ouvrages les plus importants de l'époque. La bibliothèque faisait partie d'un ensemble plus vaste nommé le Mouseîon dédié aux Muses, les neuf déesses des arts. La bibliothèque acquiert rapidement de nombreux rouleaux de papyrus grâce à la politique volontariste des rois ptolémaïques, on estime leur nombre entre 40 000 et 400 000 à son apogée.

## Description

### Origine

Plan d'Alexandrie à l'époque hellénistique (la bibliothèque correspond au no 9).

Alexandrie ressemble à la ville de Pella par son emplacement proche d'une rivière, accueillant un palais royal et le siège du système administratif, des éléments qui aident Alexandre à développer sa ville. Elle devient la capitale de l'Égypte à la place de Memphis.
Ayant reçu l'Égypte en partage à la mort d'Alexandre le Grand en 323 avant notre ère, Ptolémée, un de ses généraux, devenu roi en 305 sous le nom de Ptolémée Ier Sôter, s'attache à faire d'Alexandrie la capitale culturelle du monde hellénistique, à même de supplanter Athènes.
En 288 avant notre ère, Démétrios de Phalère, qui a dirigé Athènes de 317 à 307 avant notre ère, exilé à Alexandrie et disciple d'Aristote, persuade le roi d'Égypte de le laisser construire un édifice qui pourrait rassembler toutes les œuvres historiques, poétiques et philosophiques connues.
Il fait construire le Musée d'Alexandrie (Museîon, le « palais des Muses »), abritant des activités d'enseignement et de recherche, ainsi qu'une bibliothèque (estimée à 400 000 volumes à ses débuts, et jusqu'à 700 000 au temps de César,). Située dans le quartier du Bruchium (ou Brucheion, ou Bruchion) près des palais royaux (basileia) — Épiphane de Salamine, théologien chrétien du IVe siècle, dans son De mensuris et ponderibus, la place au Broucheion, qu'il décrit comme étant en ruine —, celle-ci a pour objectif premier de rassembler dans un même lieu l'ensemble du savoir universel. La constitution du fonds s'opère essentiellement par achat, mais également par saisie ou ruse : Ptolémée aurait ainsi demandé à tous les navires qui faisaient escale à Alexandrie de permettre que les livres contenus à bord soient recopiés et traduits ; la copie était remise au navire, et l'original conservé par la bibliothèque. Ce mode d'acquisition, étiqueté le « fonds des navires » (« ἐκ πλοίων »), est l'ancêtre du dépôt légal, par l'intervention de la puissance publique conjuguée à la reconnaissance du livre comme patrimoine commun. De même, les agents des Ptolémées écumèrent les principaux marchés du livre de l'époque (Athènes, Éphèse, Syracuse et Rhodes) à la recherche de livres exotiques.
Cette organisation est très représentative de la nouvelle sensibilité philologique (au sens original, « érudition », « doctrine variée », objet que ces savants poursuivaient) du souverain. L'original est tenu pour plus précieux, non seulement à cause de son antiquité, mais aussi parce qu'il a plus d'autorité et est sûrement plus correct que sa copie. Cette grande attention portée aux originaux se retrouve dans l’épisode de « piraterie » impliquant la copie officielle des tragédies attiques, conservée dans les archives d'État d'Athènes. Les Égyptiens, qui l'avaient empruntée pour la transcrire, décidèrent de perdre le cautionnement de quinze talents d'argent et de conserver dans leur grande Bibliothèque ce trésor unique.
Cette entreprise ambitionnant de collectionner tous les livres du monde, de tout couvrir et maîtriser, est comme l'équivalent culturel de l'aspiration d'Alexandre le Grand de créer un empire universel. À travers l'acquisition et la traduction des textes écrits des différents peuples fournissait aussi à ceux qui les gouvernaient (ou voulaient le faire) une aide considérable pour comprendre la meilleure manière d'avoir des rapports avec eux. Des traductions de l'ancienne langue égyptienne et du vieux perse furent probablement réalisées : les noms de Manéthon de Sebennytos et d'Ératosthène sont liés à la traduction des tables chronologiques égyptiennes. Aussi, un élève de Callimaque put réaliser un commentaire aux écrits de Zoroastre. C'est enfin grâce aux traductions du Musée que l'Occident a eu connaissance de la Bible.
Mais cette avidité de collectionner les livres fut critiquée, notamment par le philosophe romain Sénèque dans son Sur la tranquillité de l'âme : « Que me font ces immenses quantités de livres, et ces bibliothèques dont le maître en toute sa vie peut à peine lire les titres ? Cette masse d'écrits surcharge plutôt qu'elle n'instruit ; et il vaut bien mieux t'adonner à un petit nombre d'auteurs que d'en effleurer des milliers. Quatre cent mille volumes furent brûlés à Alexandrie ; superbe monument d'opulence royale ! répéteront des enthousiastes, après Tite Live, qui appelle cela l'œuvre de la magnificence et de la sollicitude des rois. Il n'y eut là ni magnificence ni sollicitude ; il y eut faste littéraire, que dis-je, littéraire ? ce n'est pas pour les lettres, c'est pour la montre qu'on fit ces collections ; ainsi, chez le grand nombre, chez des gens qui n'ont même pas l'instruction d'un esclave, les livres, au lieu d'être des moyens d'étude, ne font que parer des salles de festin. Achetons des livres pour le besoin seulement, jamais pour l'étalage ».
La bibliothèque ne commence à fonctionner que sous Ptolémée II Philadelphe qui, selon Épiphane, aurait demandé « aux rois et aux grands de ce monde » qu'ils envoient les œuvres de toutes les catégories d'auteurs et aurait fixé un objectif de 500 000 volumes. Le livre est ainsi considéré comme un instrument de pouvoir au service de la monarchie. L'esprit de cette politique sera poursuivi par les successeurs de ces rois.

### Deux bibliothèques

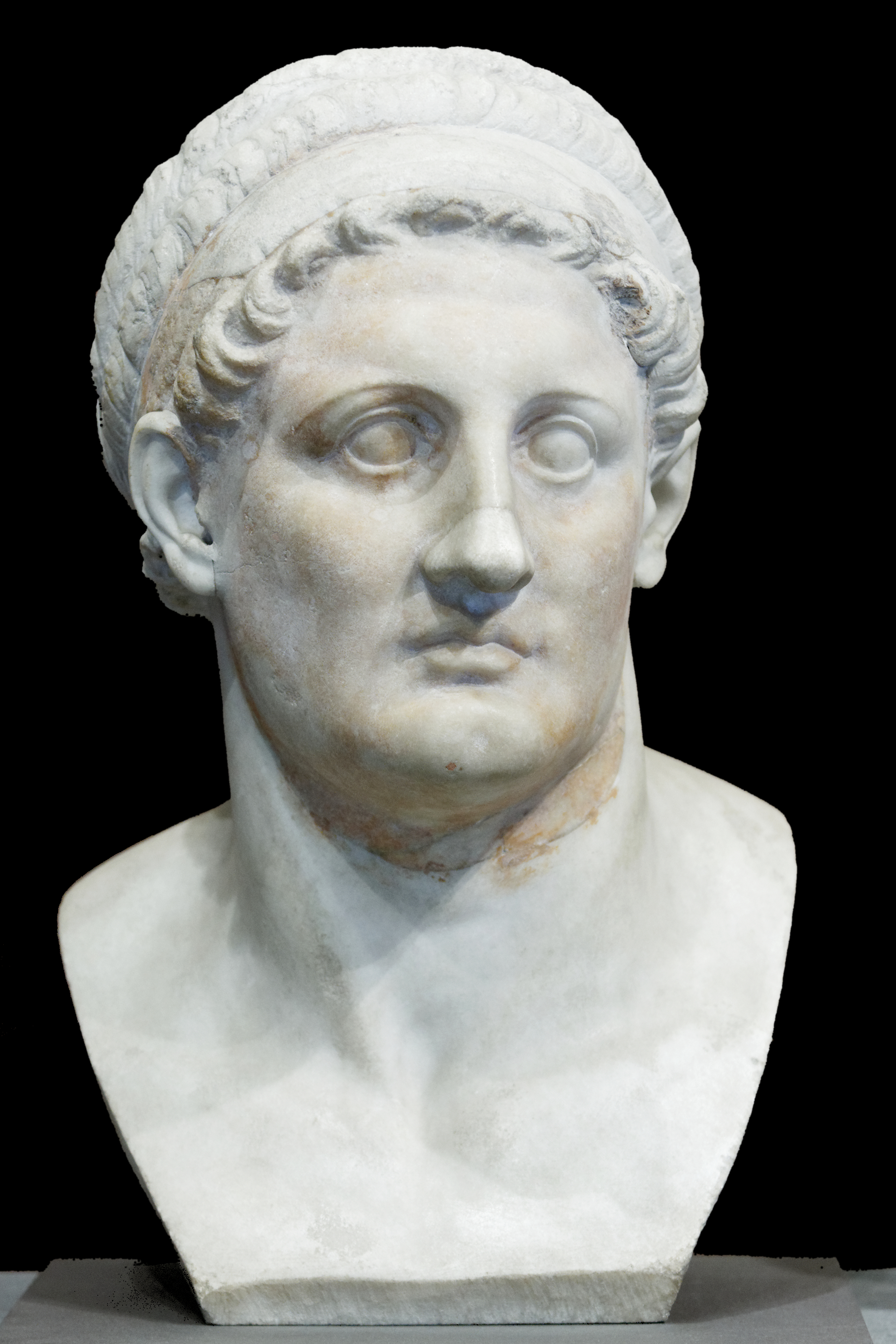
Ptolémée Ier, fondateur de la bibliothèque.

En Grèce antique, il n'y a pas de trace de bibliothèque publique avant la création de la bibliothèque d'Alexandrie.
Cette bibliothèque correspond à deux bâtiments contenant chacun une bibliothèque. La plus grande est installée dans le quartier de Bruchium, près du port. La seconde sert de succursale, établie par Ptolémée II Philadelphe dans le temple de Sérapis, le dieu égyptien de la guérison.
Démétrios de Phalère fait appel à tous les savants, les poètes, les philosophes les plus reconnus afin de remplir les collections de la bibliothèque.
Ptolémée Ier accepte les demandes financières du bibliothécaire Démétrios de Phalère, à l'origine du projet de bibliothèque. Il lui fournit aussi des artistes, des architectes et plusieurs ouvriers. Démétrios désire qu'Alexandrie devienne une nouvelle Athènes par la diffusion des connaissances, qu'elle soit comme un phare de la pensée mondiale. Les chercheurs y sont bien payés et leurs tâches consistent à collecter, modifier et classer les textes de l'époque classique.
L'idée d'une bibliothèque en tant que bâtiment à part entière est moderne. En effet, l'installation de bibliothèques à l'intérieur des temples était une tradition dans l'Égypte pharaonique. Au Nouvel Empire, la « pr-mdjȝt » (« Maison du Livre ») était une pièce réservée dans un temple qui servait de dépôt à la littérature religieuse. C'était le cas dans le Ramesséum, ainsi que dans les temples d'Edfou et de Philæ. Cette pratique a continué pendant les périodes hellénistique et romaine, au cours desquelles les bibliothèques étaient fréquemment incorporées dans les plans de construction des temples dans toute la Méditerranée. En fait, le mot grec « bibliotheke » désigne une collection de livres, pas nécessairement un bâtiment de bibliothèque. D'autres temples d'Alexandrie comprenaient également des bibliothèques : c'est le cas du Césaréum, ainsi que du complexe du Sérapéum, qui servait d'annexe à la collection du Museîon. Les temples alexandrins d'Isis Nania (Naneion), d'Hadrien déifié (Hadrianeion) et apparemment d'Hermès (Merkourion), en revanche, étaient des dépositaires de documents officiels, et non des bibliothèques privées.

### Développement

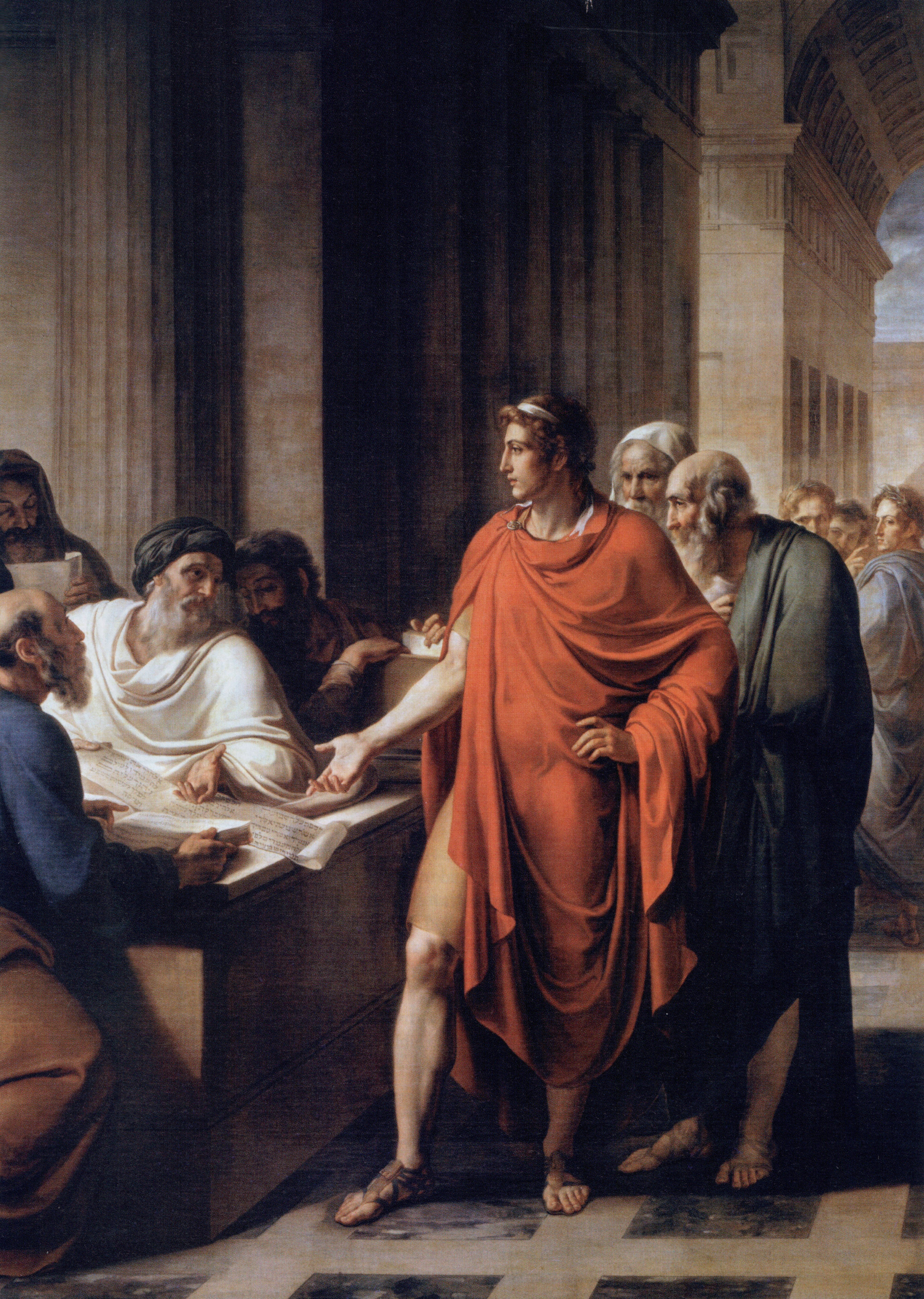
Vincenzo Camuccini Ptolémée Philadelphe dans la bibliothèque d'Alexandrie, 1813.

Le musée devient un centre académique de hautes recherches où les savants sont défrayés par le prince (il avait de plus fait édifier dans le complexe du Museîon appartements et réfectoire à leur intention) et où ils trouvent les instruments, collections, jardins zoologiques et botaniques nécessaires à leurs travaux. La bibliothèque ne ressemblait pas à celles d'aujourd'hui avec une salle et un mobilier spécifique. Selon Strabon, les livres étaient dans des niches dans l'épaisseur des murs des peripatos (« péripate », portiques à colonnes servant de promenoir couvert), les lecteurs les lisant probablement dans ce « péripate » ou dans les allées ombragées des jardins. Il faut dire qu'avant Ambroise de Milan, on lisait à voix haute, et donc souvent dans les jardins.
Des ouvrages de pays très différents et traitant de sujets variés y furent traduits en grec,,. Cette traduction est un travail colossal qui mobilise la plupart des intellectuels et savants de chaque pays ; il faut que ces hommes maîtrisent à la perfection leur propre langue ainsi que le grec. La bibliothèque est dirigée par des érudits comme Zénodote d’Éphèse, puis Aristophane de Byzance, Aristarque de Samothrace et Apollonios de Rhodes. Dès Zénodote, une attention toute particulière est accordée à l'édition des grands classiques de la littérature grecque, notamment des poèmes homériques : afin de proposer une édition du texte la plus fidèle possible, les vers à l'authenticité contestée sont marqués d'un obèle, trait horizontal placé à gauche du vers. C'est également au sein de la Bibliothèque qu'à l'instigation du souverain lagide Ptolémée II Philadelphe, sans doute vers -281, est traduit en grec le Pentateuque hébreu, donnant naissance à la Septante ; selon la légende, six représentants de chaque tribu juive se seraient enfermés sur l'île de Pharos pour accomplir cette traduction, et l'auraient exécutée en 72 jours.
La Lettre d'Aristée contiendrait le compte rendu du voyage à Jérusalem réalisé par des émissaires de ce même Ptolémée pour aller chercher un exemplaire de la Bible, afin d'en tirer une traduction pour la Bibliothèque. Son auteur, un Grec d'Alexandrie, probablement un juif bien qu'il se présente comme un païen, raconte :

« Démétrios a reçu d'énormes sommes d'argent, dans le but de collecter ensemble, autant qu'il le pourrait, tous les livres du monde. Par le biais de l'achat et la transcription, il a atteint, au mieux de ses capacités, le but du roi. Une fois que j'étais présent, on lui a demandé, combien de milliers livres y avait-t-il dans la bibliothèque ? et il répondit : « Plus de deux cent mille, roi, et je m'efforcerai dans l'avenir immédiat pour rassembler le reste également, de sorte qu'un total de cinq cent mille peut être atteint. On me dit que les lois des Juifs valent la peine d'être transcrits et méritent une place en votre bibliothèque. – Qu’est-ce qui vous empêche de faire cela ? répondit le roi. "Tout ce qui est nécessaire a été mis à votre disposition." "Ils doivent être traduits, répondit Démétrios, car dans le pays des Juifs, ils utilisent un alphabet particulier (tout comme les Égyptiens, ils ont aussi une forme spéciale de lettres) et parlent un dialecte particulier. Ils sont censés utiliser la langue syriaque, mais ce n'est pas le cas, leur langue est tout à fait différente." Et le roi quand il a compris tous les faits de l'affaire a ordonné l'inscription d'une lettre à l'intention du Grand Prêtre des Juifs que son but (qui a déjà été décrit) pourrait être accompli. »

— Anonyme, Lettre d'Aristée (peut-être 100 av. J.-C.), parties 9 à 11, (lire en ligne en anglais).
Cette lettre, au-delà de la véracité de l'histoire (et de la datation, probablement plus tardive que ce qu’elle voudrait faire croire), nous indique l’intérêt de Ptolémée pour les autres cultures et le respect de la cour égyptienne pour les usages des autres peuples. Il nous confirme les ressources considérables mises à disposition pour l'enrichissement de la Bibliothèque. Le promoteur de l'opération aurait été une fois encore Démétrios, qui lui présenta la loi des Juifs comme « digne d'être traduite elle aussi ». Ici se pose le problème de la langue. Mais nous en déduisons que le Musée organisait la traduction tout autant que la copie pour l'acquisition et la transmission de la culture mondiale.
Cette estimation est cohérente avec l'érudit byzantin Jean Tzétzès du XIIe siècle, qui parlait de 400 000 rouleaux de livres « mélangés » et 90 000 de livres « non mélangés ». Le premier chiffre se réfère à l'ensemble des volumes composant les grands ouvrages de plusieurs livres, le deuxième aux ouvrages qui tenaient en un seul rouleau.

Mais elle diffère de celle fournie par Épiphane de Salamine : 

« Et après que les travaux eurent progressé et que des livres eurent été rassemblés de partout, un jour le roi demanda à l'homme qui avait été placé à la tête de la bibliothèque combien de livres avaient déjà été rassemblés dans la bibliothèque. Et il répondit au roi, en disant : « Il y a déjà cinquante-quatre mille huit cents livres, plus ou moins ; mais nous avons entendu dire qu'il y en a une grande multitude dans le monde, parmi les Éthiopiens, les Indiens, les Perses, les Élamites, les Babyloniens, les Assyriens et les Chaldéens, et parmi les Romains, les Phéniciens, les Syriens et les Romains de Grèce » – à cette époque, on ne les appelait pas Romains, mais Latins. « Mais il y a aussi chez ceux de Jérusalem et de Juda les divines Écritures des prophètes, qui parlent de Dieu et de la création du monde et de toute autre doctrine d'une valeur générale. Si donc il semble bon à Votre Majesté, ô roi, que nous les envoyions et les gardions aussi, écris aux docteurs de Jérusalem et ils te les enverront, afin que tu puisses aussi placer ces livres dans cette bibliothèque, Votre Grâce. » »

— Épiphane de Salamine (IVe siècle), De mensuris et ponderibus, PG XLIII 252, (lire en ligne en anglais).

### Développement de la science des bibliothèques
La bibliothèque d’Alexandrie fut le lieu d’un changement de paradigme majeur au niveau de la conservation et de la transmission de l’information. Alors que la tradition orale était encore la méthode la plus utilisée pour enseigner et partager le savoir dans la culture grecque classique, les bibliothèques incluant souvent des lieux ouverts destinés à la lecture à voix haute, la mission de la bibliothèque d’Alexandrie de rassembler l’ensemble des écrits du monde entier dans un seul lieu créa un contexte favorable au développement du primat de la référence écrite. Cette nouvelle vision de la conservation des connaissances créa plusieurs besoins, dont celui de la classification, qui fut travaillé par Callimaque à l’aide de ses Tables, mais aussi l’enjeu de l’édition critique des textes.
La bibliothèque, ayant pour objectif de faire d’Alexandrie la capitale intellectuelle du monde hellénistique, se devait de copier l’ensemble des documents qui entraient en sa possession. Le musée devait donc contenir un atelier où des copistes travaillaient à la reproduction des textes acquis par l’établissement, mais aussi des savants qui avaient pour rôle de travailler à l’édition et à la traduction de ces mêmes textes. Les documents étaient traduits vers le grec puisque la bibliothèque d’Alexandrie était un établissement grec ayant comme vocation la valorisation de la culture gréco-macédonienne.
Puisque la bibliothèque regroupait en son sein plusieurs fois le même document, mais contenant des traductions différentes et provenant d’époques et d’origines différentes, la question à savoir lequel devait être lu et considéré comme référence vit le jour. Certaines œuvres ayant été traduites à de multiples reprises, celles-ci avaient perdu certains détails et parfois même le sens premier du texte par l'alourdissement de celui-ci dû à des ponctuations différentes ou des tournures de phrase alambiquées. Les chercheurs de la bibliothèque commencèrent donc à comparer les textes entre eux afin de reconstruire la version originale et d’obtenir la version la plus authentique possible des œuvres, en particulier celles appartenant au canon littéraire de l’époque. Le travail était fait avec tant d’éthique et de soucis du détail que plusieurs des textes nous provenant de l’Antiquité sont le résultat du travail des chercheurs de la bibliothèque d’Alexandrie. C’est aussi à cette époque que commença à émerger le concept de canon littéraire, à savoir le corpus des classiques qui doivent être conservés et élevés au rang de texte incontournable. Parmi ceux-ci, on retient les poèmes homériques, les tragédies grecques ainsi que différents traités spécialisés de différentes disciplines. La création de ce canon littéraire fit office de modèle au niveau de l’éducation à la culture lettrée à l’époque hellénistique et impériale.
C’est aussi entre les murs de la bibliothèque que s’élabore le concept de critique littéraire. Les savants ayant maintenant accès à une quantité gigantesque d’œuvres provenant de différentes cultures et époques, ils commencèrent à philologiser la connaissance par l’étude critique de ces textes, la gestion et le classement de ceux-ci, se positionnant en anthropologue de leur propre culture.
Dans un certain sens, c’est aussi à la bibliothèque d’Alexandrie que le concept d'une sorte de dépôt légal à commencé. En effet, l’acquisition de nouveaux documents n’était pas simplement organisée par la bibliothèque, mais bien par l’État. Tous les bateaux accostant au port devaient, à la demande de l’administration royale, remettre les livres contenus dans le navire à la bibliothèque afin que les copistes travaillant dans les ateliers puissent en faire un double et remettre celui-ci aux propriétaires par la suite, intégrant de ce fait l’original à la collection de la bibliothèque. Certains documents importants vont aussi être prêtés à la bibliothèque par d’autres villes dans l’optique d’être recopiés pour ensuite être rendus au propriétaire, moyennant une caution substantielle. Ainsi, Ptolémée III Évergète aurait refusé de fournir du grain à la population athénienne pendant une grave famine, sauf s'il était autorisé à emprunter les originaux du théâtre classique (Eschyle, Sophocle, Euripide). Les documents vont ainsi être prêtés à la bibliothèque d’Alexandrie par Athènes en échange d'une livraison de grains et d'une caution de quinze talents d’or (somme équivalente au salaire annuel de trois cents ouvriers de l'Athènes du Ve siècle). Mais il préféra perdre cette somme afin de conserver les originaux (et il leur rendit les copies qu'il avait fait rédiger),. En plus de cette méthode d’acquisition, des envoyés spéciaux étaient dépêchés dans les différents marchés reconnus pour la vente de livre dans l’ensemble du bassin méditerranéen dans le but d’acheter des documents pouvant être pertinents pour la collection de la bibliothèque. Ces documents étaient par la suite traités par un service d’acquisition des documents afin de les cataloguer selon la classification élaborée par Callimaque.
La méthodologie philologique concerna premièrement la réception et l'étude des textes fondamentaux de la culture et de la société grecque. Les activités de la « diorhosis » (ensemble des opérations destinées à produire un texte correct) et de l'« hypomnema » (le commentaire) portaient principalement sur les poèmes homériques. Le texte de l’Iliade et de l’Odyssée tel que nous pouvons le lire actuellement porte la marque du travail des érudits du Musée. On s'en rend compte en confrontant notre version avec les textes fragmentaires d'Homère conservés sur des papyrus antérieurs, présentant souvent beaucoup de différences. On a supposé que Zénodote, le savant qui se consacra le plus à l'établissement du texte de l'auteur, était aussi le responsable de la division des deux poèmes en vingt-quatre livres chacun. De plus, il commença à introduire des signes diacritiques dans la marge du texte, afin d'indiquer ses propres interventions, surtout l'obèle, pour marquer les vers qu'il ne retenait pas comme authentiques. Ce système de signes appliqué ici fut complété et réorganisé par Aristarque de Samothrace qui, par exemple, indiqua systématiquement les endroits du texte où l'ordre des vers était, selon lui, bouleversé, ou ceux où il ne s'accordait pas avec le jugement de son prédécesseur. Naturellement, l'activité des savants ne se bornait pas à cet auteur. Les textes des représentations dramatiques eurent un rôle de premier plan. Ératosthène composa les douze livres de Sur la comédie ancienne, où il traitait de porblèmes textuels, linguistiques et de critique littéraire.
Aristophane, lui, à côté de ses diorhosis d'Homère, d'Hésiode et de Pindare, a aussi édité des auteurs tragiques (Eschyle, Sophocle, Euripide) et pour la compilation des hypotheseis. Ce sont des brèves préfaces qui font fonction d'introduction aux drames et peuvent contenir un résumé, une liste de personnages, des indications techniques sur la mise en scène, la datation et le classement dans les concours tragiques, un jugement esthétique, toutes données particulièrement précieuses pour les savants modernes. Il fut la personnalité la plus influente en matière de philologie, contribuant aussi fortement à la définition des canons, c'est-à-dire au choix des auteurs qui font autorité dans les différents genres littéraires. Cette opération entraîne deux conséquences opposées, extrêmement importantes pour l'histoire de la tradition des textes. D'un côté, les études et les éditions dédiées aux auteurs canoniques se multiplient et en garantissent la conservation à travers les siècles. De l'autre, tout ce qui reste en dehors des canons est de plus en plus exposé à la perte et à l'oubli, puisque les érudits s'en désintéressent progressivement et que leurs textes deviennent toujours plus rares. Cet établissement de canons est une des phases, dans la tradition des textes, qui a le plus conditionné l'héritage de la production antique telle qu'elle nous est effectivement parvenue.
La philologie n'est pas seulement une discipline technique, mais plutôt une méthode qui s'applique à toutes les sciences. Ératosthène, qui fut le premier à s'attribuer le titre de « philologos », au sens d'« expert de choses littéraires », joua un rôle important tant pour les sciences humaines que pour les sciences mathématiques et naturelles. Créateur de ce qu'on nomme le « crible » pour la définition des nombres premiers, il consacra beaucoup d'attention à l'astronomie. Ses calculs de la circonférence terrestre (250 000 stades) et de l'inclinaison de l'écliptique sont remarquablement proches des mesures réelles. Il revient à Aristarque de Samos au IIIe siècle d'avoir formulé une théorie héliocentrique. Hipparque, au IIe siècle, à qui l'on doit la découverte du mouvement de la précession des équinoxes et le classement des étoiles selon leur luminosité, théorisa même l'existence d'une Amérique, en supposant qu'il devait y avoir des masses de terre divisant en deux l'océan Atlantique, empêchant de le traverser d'ouest en est. La tradition des études astronomiques dans cette ville aura encore des figures majeures dans les années suivantes, jusqu'à son plus célèbre aboutissement avec Claude Ptolémée, dont les observations firent longtemps autorité. Aussi, Euclide et Archimède, dont les intuitions et les théorèmes ont incontestablement marqué l'évolution des mathématiques et de la physique, furent en contact avec l'entourage fécond du Musée. De toute évidence, les mathématiques, l'astronomie, la géographie se stimulaient réciproquement. Les mêmes savants pouvaient se consacrer à ces différentes disciplines.
Les études géographiques reçurent particulièrement une forte impulsion grâce aux ressource de la Bibliothèque. Elles bénéficièrent aussi d'un « élargissement » du monde consécutif aux conquêtes d'Alexandre le Grand, aux voyages d'exploration (notamment vers le sud) promus par les Ptolémées et aux nouvelles routes établies pour l'approvisionnement des produits de luxe (minéraux précieux, épices, encens, écailles de tortue, animaux exotiques). Hormis le cas de l'éléphant, recherché pour son usage dans les opérations militaires, Ptolémée II Philadelphe créa aussi à Alexandrie un véritable jardin zoologique, dont les animaux étaient destinés à la domestication ou aux spectacles. La géographie se développa, elle, dans plusieurs directions. En tant qu'ethnographie, elle offrit son apport aux sciences humaines (ce que nous nommerions « anthropologie culturelle »), se basant sur les rapports de voyage des explorateurs. En tant que science de la terre, elle établit une collaboration avec l’astronomie et visa à une représentation scientifique du monde. Avant Ératosthène, la carte était un dessin, un schéma servant à rendre compréhensible le monde : sa place dans le cosmos, sa forme, ses parties et leur disposition réciproque, le rôle des fleuves et de l'océan dans la répartition de la terre habitée... On y décèle un intérêt plus philosophique que géographique : en effet, la première carte remonterait au philosophe Anaximandre (VIe siècle av. J.-C.). Bien-sûr, cela n'implique pas qu'avant le IIIe siècle av. J.-C., les Grecs n'étaient pas déjà capables de figurer les régions du monde dans leur contexte. Cependant, la représentation scientifique et systématique du monde, répondant à des théorèmes mathématiques et à des observations astronomiques (entamée par Eudoxe de Cnide au IVe siècle av. J.-C.) devint alors finalement possible et même nécessaire, notamment avec Ératosthène. C'est pour désigner ce nouveau produit culturel que les savants du Musée (probablement Ératosthène lui-même) conçurent le néologisme « géographie », c'est-à-dire « dessin de la Terre ». Progressivement jusqu'au Ier siècle av. J.-C., à travers la réflexion de l'école de Posidonios, ce mot indiquera une véritable discipline, marquant une nouvelle étape dans l'évolution des savoirs vers la modernité.

### Catalogage

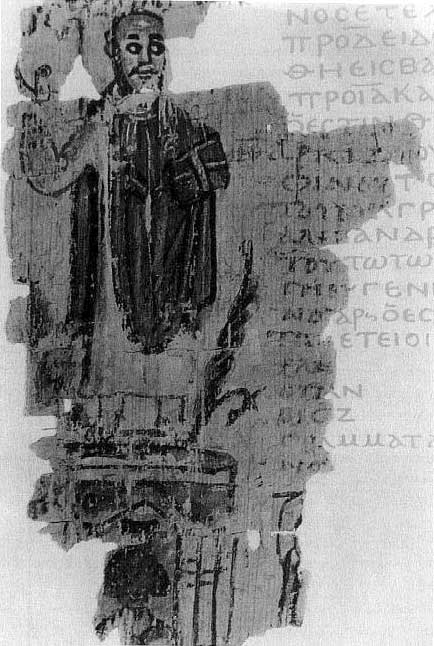
L'évêque d'Alexandrie Theophilus, une bible en main, se tenant debout triomphalement sur le Sérapéum. Le dieu Sarapis est représenté couronné à l'intérieur du temple (en bas de l'image). Illustration en marge d'une chronique écrite à Alexandrie au début du Ve siècle.

Le poète grec Callimaque de Cyrène, qui selon la tradition aurait d'abord été simple grammatikos, enseignant la lecture et l'écriture, donne des leçons de poésie dans le musée : il a Apollonios de Rhodes et Aristophane de Byzance comme disciples.
Successeur de Zénodote au poste de bibliothécaire d'Alexandrie à la mort de celui-ci, tout en continuant à donner des cours, Callimaque entreprend de classer l'énorme quantité de volumes de la bibliothèque. Il rédige le premier catalogue raisonné de la littérature grecque, les Tables des personnalités dans chaque branche du savoir et liste de leurs écrits. Ces Tables ou Pinakes (du grec ancien πίναξ / pínax), couvraient quelque cent vingt rouleaux. Il ne nous en est parvenu que quelques fragments cités par des auteurs anciens.
On sait ainsi que ces listes comprenaient des informations biographiques sur les auteurs et une description bibliographique : titre, incipit, nombre de lignes de chaque rouleau, genre littéraire ou discipline et sujet. Les auteurs à l'intérieur d'une même catégorie et les titres des œuvres d'un même auteur étaient classés en ordre alphabétique, conformément à des pratiques déjà embryonnaires chez Aristote, qui avait établi des pinakes de poètes et chez Théophraste.
Il introduisit aussi une distinction entre œuvres légitimes et apocryphes, instaurant déjà les principes de critique historique et linguistique.
Callimaque ne fut jamais chef-bibliothécaire (prostates) comme quantité de ses collègues. Cependant, avec lui, c'est la première fois que le classement alphabétique est utilisé pour une aussi vaste collection de données. La mise au point de ces tables a dû se faire en plusieurs étapes : inventaire, tri par sujet et classement alphabétique. Callimaque classe le trésor de la bibliothèque, où cent-vingt catalogues sont produits sous le nom de Pinaks. Toutefois, ces listes ne comportent pas d'indication sur le nombre d'exemplaires des ouvrages ni sur leur emplacement.
Son système est une manifestation exemplaire de l'esprit philologique montré comme l'élément caractérisant la nouvelle approche culturelle. Il a été repris dans les bibliothèques les plus importantes de la période hellénistique et a contribué à répandre l'usage du classement alphabétique dans les ouvrages de lexicographie produits dans l'Empire byzantin, et notamment la Souda.

### Concurrence de Pergame
Au début du IIe siècle, Eumène II fonde la bibliothèque de Pergame, faisant de cette dernière une concurrente à la bibliothèque d'Alexandrie. Cette concurrence aurait pu stimuler le développement de la bibliothèque, mais aussi également l'affaiblir, car les Ptolémées étaient en pleine décadence pendant ce siècle. À la même époque est créée une annexe à la bibliothèque dans le Sérapéum d'Alexandrie. Cette bibliothèque-fille abrite 42 800 rouleaux et est destinée aux simples lecteurs.
Sous le règne de Ptolémée V, les tensions avec les Attalides et la bibliothèque de Pergame atteignent leur sommet, les relations entre le souverain égyptien et le roi de Pergame, Eumène II, sont animées par l’intense rivalité des deux bibliothèques. Ptolémée V décide donc d’arrêter les exportations de papyrus (charta), qui sont essentielles au bon fonctionnement de la bibliothèque de Pergame. En réponse, les Pergamiens utilisent la peau de jeunes animaux pour créer des parchemins (membrana) à partir de peaux d'animaux séchés, qui sont plus solides que le papyrus mais aussi plus chers. Les deux institutions se disputent aussi sur la question de la possession de textes anciens. Une de ces querelles porte sur l’acquisition d’une nouvelle Philippique de Démosthène, qui était censée être disparue mais fut acquise par la bibliothèque de Pergame. Pourtant, selon Luciano Canfora, à Alexandrie les pensionnaires affirment que cette philippique est déjà présente dans le septième livre des Histoire philippiques d’Anaximène de Lampsaque. Cet épisode est révélateur du conflit qui oppose les deux bibliothèques sur l'acquisition de sources nouvelles, elles n’hésitent d’ailleurs pas à recourir aux services de faussaires par crainte que la bibliothèque rivale ne se fournisse des faux en premier,,. Un autre aspect clef de cette rivalité réside aussi dans la lecture des textes : tandis qu’à Alexandrie les pensionnaires du musée et de la bibliothèque sont réputés pour leurs analyses grammaticales, Pergame se contente d’analyses davantage portée sur le fond des textes étudiés.
Vers 145 avant notre ère, Ptolémée VIII Évergète II  expulse les savants (« philologues ») d'Alexandrie. Ptolémée VIII nomme un militaire du corps des lanciers, Cydas, comme bibliothécaire. Il est possible que le fonctionnement de la bibliothèque soit interrompu pendant un certain temps. Des volumes auraient pu être emportés par les savants et leurs disciples. D'autres pertes auraient pu être occasionnées par les pillages des miliciens et par négligence de surveillance.
Une liste des bibliothécaires ou chefs de la bibliothèque est mentionnée dans le texte médiéval de Tzetzés et dans un papyrus d’Oxyrhunchus. Dans ce dernier, les deux célèbres bibliothécaires Démétrios et Callimaque ne sont pas listés.
En 86 avant notre ère, la bibliothèque retrouve sa place après le sac d'Athènes par Sylla, qui a fait venir des érudits athéniens à Alexandrie.

### Déclin
Comme on peut l'imaginer, la splendeur de ce centre intellectuel ne fut pas constante, liée comme l'était lui-même à la politique le souverain du moment. Les conflits dynastiques de la maison des Ptolémées eurent sûrement leur influence, surtout quand Ptolémée VIII Physcon, exécuta en 145e siècle av. J.-C. (première année de son règne) une opération de proscription massive parmi les citoyens d'Alexandrie, impliquant aussi un grand nombre d'intellectuels qui avaient soutenu contre lui les positions de son frère Ptolémée VI Philométor et de son épouse Cléopâtre II. Certes, au début de l'époque impériale, le musée eut encore ses moments de lustre, puis fut ensuite la base opérationnelle de personnalités comme  Claude Ptolémée (IIe siècle) ou le père de l'algèbre Diophante d'Alexandrie (IIIe siècle). Mais, à partir de la dernière partie du IIe siècle av. J.-C., on assiste à un déclin progressif. Après les persécutions de Ptolémée VIII Physcon, la liste des chefs-bibliothécaires n'est plus aussi brillante qu'elle l'avait été à ses débuts, ni même si facile à dresser. Avec la conquête romaine en 30 av. J.-C, l'organisation de l’institution changea. La Bibliothèque devint une institution publique et non plus seulement une possession du souverain. Le prêtre du Musée fut désigné par Auguste. En réalité, les mentions de la Bibliothèque pendant la période romaine se réfèrent de plus en plus à la bibliothèque-fille, celle du Sérapéum, signe de sa perte d'influence, mais pas de sa destruction.

### Directeurs de la bibliothèque
Le papyrus d'Oxyrynchus, X , 1241 donne une liste de directeurs de la bibliothèque d'Alexandrie :
- Démétrios de Phalère (il a participé à la création de la bibliothèque sans qu'il soit possible d'affirmer qu'il en a été le premier directeur) ;
- Zénodote d'Éphèse[45] ;
- Callimaque de Cyrène (il a établi le catalogue de la bibliothèque, mais n'a probablement pas été directeur de la bibliothèque) ;
- Apollonios de Rhodes[46] ;
- Ératosthène de Cyrène (entre 230 et 193 avant notre ère)[47] ;
- Aristophane de Byzance[48] ;
- Apollonios d'Alexandrie surnommé l'Eidographe (le Classificateur)[46] ;
- Aristarque de Samothrace ;
- Cydas ;
- Ammonius ;
- Dioclès ;
- Apollodore surnommé le grammairien.

## Destructions de la bibliothèque

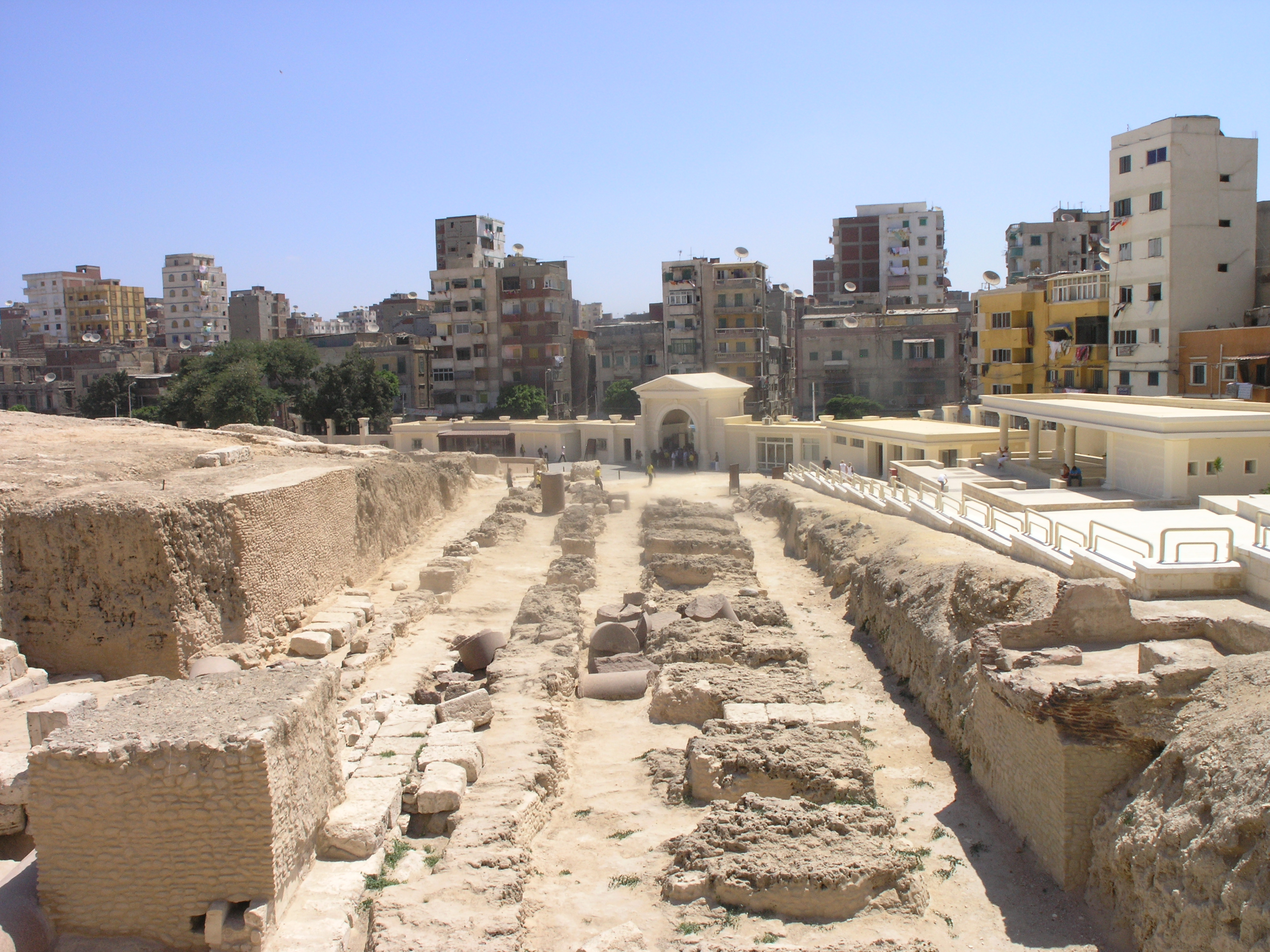
Ruines actuelles du Sérapéum d'Alexandrie où une partie des collections de la bibliothèque a été déplacée du fait d'un manque d'espace de stockage dans le bâtiment principal.

### Contexte scientifique du débat
Les sources sont extrêmement limitées et les positions des historiens toutes aussi tranchées les unes que les autres.
La seule certitude est qu'aucune trace matérielle de la bibliothèque d'Alexandrie n'a été, à ce jour, identifiée ou retrouvée. L'absence d'élément matériel met donc les chercheurs dans l'impossibilité de valider, infirmer ou corroborer les dires des sources qui, au fil du temps, ont pu être manipulées, incomprises ou interprétées (dans un sens ou un autre). Aussi, pour les historiens, certains documents, surtout s'ils étaient dans la bibliothèque depuis les origines, devaient se dégrader avec le temps, et on ignore dans quelle mesure, et s'il y avait des restaurations de ces documents, tout comme on ignore l'évolution du nombre d'ouvrages présents dans cette même bibliothèque[réf. nécessaire].
De nos jours, dans les bibliothèques modernes, le souci est encore de préserver les ouvrages de l'usure du temps. Des restaurations de documents sont donc indispensables. On ignore quels étaient les documents les plus anciens, d'autant plus qu'ils pouvaient être sous une autre forme que le papyrus : par exemple, les Sumériens écrivaient sur des tablettes d'argile.

### Contexte archéologique du débat
Il y a un important manque de connaissances sur la Bibliothèque d’Alexandrie, notamment provoqué par l’absence de preuves archéologiques pouvant appuyer les dires des auteurs de l’Antiquité, tels que Sénèque, Plutarque, Lucain, Dion Cassius, Julius Caesar, etc.,,,,
Jean-Yves Empereur, alors directeur du Centre d'études alexandrines (CEAlex), explique que les sites de fouilles à Alexandrie ne sont pas déterminés par les archéologues ni même par les érudits en études classiques. En réalité, ces archéologues s'occupent uniquement des fouilles urbaines préventives (ou fouilles d’urgence) causées par les actions des compagnies responsables de la construction de la ville,. Ainsi, les archéologues ne peuvent pas effectuer des fouilles dans le but de découvrir un monument précis. De plus, les archéologues sont soumis à une période limitée pour leur fouille ; il est donc difficile d’établir des politiques afin de compléter une fouille minutieuse et complète selon des « buts scientifiques prédéterminés ». Finalement, ces compagnies sont souvent imprudentes lors de leurs travaux. Les travailleurs altèrent presque toujours les sols lors de la mise à terre des infrastructures puisqu’ils utilisent de l’équipement qui ne serait traditionnellement jamais permis sur, ou même autour, du périmètre d’une fouille. En effet, les explosifs endommagent les niveaux du sol dans lesquels les archéologues travaillent afin de récupérer des résidus qui pourraient, par la suite, être analysés, datés et sourcés,.
Néanmoins, les fouilles préventives effectuées dans le district du Bruccheion par le Centre d’études alexandrines ont permis de révéler, dans les plus profondes couches terrestres atteintes, des résidus datant de la première génération d’Alexandrins (331 av. J.-C.) ; le Bruccheion étant le district dans lequel les palais royaux étaient situés,,. Les fouilles ont permis la découverte d’une maison avec « une mosaïque à motif central en galets qui rappelle des pavements découverts en Macédoine » aux jardins de l’ex-consulat britannique, et dans une parcelle avoisinante, la Maison de Méduse,… L’aspect le plus important de la Maison de Méduse est sa chronologie étant donné qu’il semblerait que le Mouseîon, la Bibliothèque et la Tombe d’Alexandre le Grand aient tous été dans le même district que cette demeure. Selon le matériel trouvé, les archéologues ont déterminé que la construction de la maison daterait de l’an 150. Malgré cela, les artefacts collectés récemment datent de la deuxième moitié du IIIe siècle. Les datations de ces artefacts disent que la Maison de Méduse « n’a été utilisée qu’un peu plus d’un siècle avant d’être abandonnée ». La Maison de Méduse n’est pas la seule résidence avec de tels résultats. Par exemple, il y a également la Villa des Oiseaux, fouillée par des archéologues polonais, située à Kom el-Dikka ; cette villa est aussi connue pour ses mosaïques complexes. Les archéologues de cette fouille ont déterminé que la construction de cette villa serait datée du milieu du IIe siècle et que celle-ci aurait été ravagée par les flammes durant la deuxième moitié du IIIe siècle. La Villa des Oiseaux et la Maison de Méduse ont donc toutes deux été utilisées un peu plus d’un siècle avant qu’une action, quelle qu’elle soit, ne force l’abandon des lieux durant la même période. Les archéologues sont donc confrontés à différentes hypothèses : ces maisons sont-elles liées, ces abandons sont-ils des cas isolés ou non ?.
Ammien Marcellin écrit, à la fin du IVe siècle, que le Bruccheion est désormais déserté en expliquant que « sous le règne d’Aurélien, les disputes civiles ont dégénéré jusqu’à devenir des combats meurtriers ; les murs ont été détruits et la ville a perdu sa plus grande section, un quartier appelé le Bruccheion qui a, depuis longtemps, été le lieu de résidence des gens de distinction ». D’ailleurs, la capture d’Alexandrie par Aurélien en 273 est une hypothèse sur la destruction de la bibliothèque que Lionel Casson encourage ; cette possibilité a récemment reçu un important vent d’approbation,.
L’impasse des archéologues est donc qu’ils ignorent la topographie de l’ancienne cité, et du Bruccheion en particulier. Ainsi, ils ignorent à quel point la destruction d’un des monuments peut influencer la survie des autres. Par exemple, le feu de la Villa des Oiseaux a-t-il pu atteindre les palais royaux ? « Dans les dernières décennies, la plupart des historiens ont commencé à considérer les impacts des tremblements de terre ». Comment ces catastrophes et leurs impacts sont-ils caractérisés par les auteurs de l’Antiquité ?. Après tout, il n’est pas rare pour une cité de disparaître des écrits pour finalement « réapparaître des années plus tard dans les inscriptions »,.
Selon les multiples découvertes du Bruccheion, la plupart des hypothèses émises quant à la destruction de la Bibliothèque d’Alexandrie sont encore plausibles ; peut-être même que plusieurs d’entre elles sont non seulement véridiques, mais pourraient aussi coexister. Les archéologues à Alexandrie doivent être en mesure de faire autre chose que de l’archéologie préventive. Ainsi, ils pourraient procéder à des fouilles plus profondes autour de la Bibliothèque d’Alexandrie et du Bruccheion. Pour l’instant, les fouilles dirigées par le Centre d’études alexandrines « complètent et développent largement toutes les connaissances précédemment acquises ». Jean-Yves Empereur mentionne également que leurs fouilles ont permis d'entreprendre « une nouvelle carte de la ville » et « de donner un nouveau visage au quartier du Bruccheion, avec de nouvelles rues, de larges bâtiments, sans compter un matériel abondant dans des contextes précis ». Jean-Yves Empereur conclut que le plus grand danger pour l’archéologie continue d’être les compagnies modernes, car elles menacent les derniers espoirs d’un jour trouver les vestiges de la Bibliothèque d’Alexandrie,.

### Résumé des différentes hypothèses

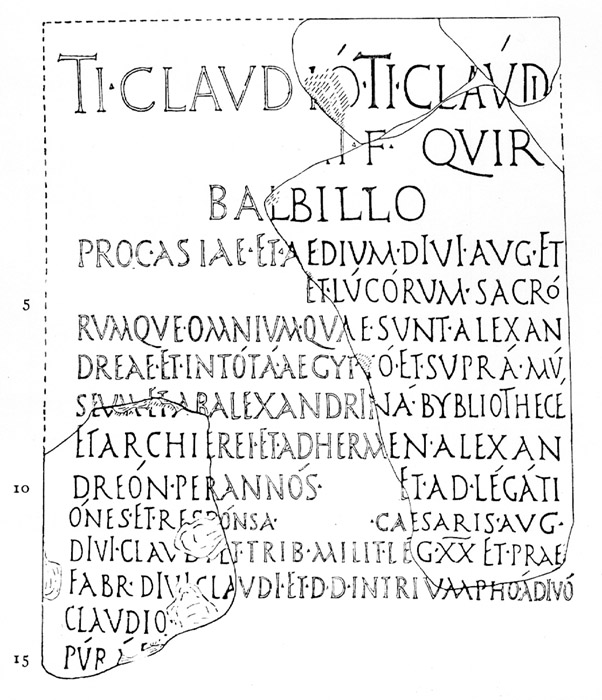
Inscription en latin concernant Tiberius Claudius Balbilus, préfet d'Égypte mort en 79, qui confirme que la bibliothèque d'Alexandrie a existé sous une forme ou une autre au Ier siècle.

Il existe de nombreuses hypothèses sur la destruction de la bibliothèque d'Alexandrie :
- la guerre civile entre Jules César et Pompée (env. 48 avant notre ère) ;
- les massacres à Alexandrie en 216 par Caracalla : l'empereur visite le tombeau d'Alexandre, mais les données historiques manquent en ce qui concerne le sort de la bibliothèque d'Alexandrie car, pour les rares sources de l'époque, il n'est pas fait état d'une visite de l'empereur dans la bibliothèque, ou d'évocation de celle-ci[réf. nécessaire] ;
- le conflit entre l'empereur Aurélien et Zénobie de Palmyre vers 273[78];
- les conflits de primauté politique et religieuse entre paganisme et christianisme (IVe - Ve siècle) ;
- les conséquences de la conquête arabe de l'Égypte (642) ;
- plusieurs séismes et raz-de-marée destructeurs, entre 115 et 630, dont celui de 365 qui a frappé la Crète ;
- plusieurs destructions et incendies ;
- un déclin progressif des institutions.

#### Guerre civile entre César et Pompée
À la fin de la guerre civile entre César et Pompée, après la bataille de Pharsale en 48 avant notre ère, César, vainqueur, pourchasse son rival jusqu'à Alexandrie où il le trouve assassiné sur ordre du jeune Ptolémée XIII Philopator. Une guerre s'engage peu après entre Ptolémée et César, ce dernier soutenant le parti de Cléopâtre VII en conflit avec son frère Ptolémée. Le général romain sort vainqueur de l'affrontement, et détrône le jeune souverain au profit de Cléopâtre et du plus jeune de ses frères. En 47 avant notre ère, les troupes de Jules César incendient la flotte d'Alexandrie grâce à des flambeaux enduits de poix ; le feu se propage aux entrepôts et, selon la tradition rapportée par Plutarque, Suétone et Aulu-Gelle, aurait détruit une partie de la bibliothèque. Luciano Canfora, par sa critique des sources, réfute cette tradition, rappelant que Cicéron, Strabon ou Lucain ne la mentionnent pas dans leurs écrits et se fondant sur Dion Cassius qui mentionne bien un incendie, mais celui uniquement de « dépôts de blé et de livres », soit 40 000 rouleaux de papyrus — des copies destinées à l'exportation et entreposées au port. Paul Orose, paraphrasant Tite-Live, explique que ces livres étaient là par hasard. Il ne s'agissait donc pas des dépôts du musée, situé à l'intérieur du palais, encore moins de la bibliothèque. L'incendie qui s'est produit était sur le front de mer et loin de la bibliothèque. Les preuves documentaires montrent qu'elle était encore florissante plusieurs décennies après l'expédition de César en Égypte. L'incendie causé par César et les différents affrontements (antérieurs ou postérieurs) auraient ainsi mené à la perte d'environ 40 000 à 70 000 rouleaux dans un entrepôt à côté du port (et non pas dans la bibliothèque elle-même),.
Une bibliothèque de 200 000 rouleaux fondée à Pergame par les Attalides est mise à contribution pour les remplacer, ainsi que la bibliothèque du gymnase de Ptolémée, à Athènes[réf. nécessaire]. En outre, César construit justement une nouvelle bibliothèque, le Césaréum, ce qui rend donc fort peu plausible l'hypothèse de la destruction de la totalité de la collection.

#### Conflit entre l'empereur Aurélien et Zénobie de Palmyre
Le quartier entier du Bruchion est victime de graves dommages en 270-271, quand l'empereur Aurélien arracha des mains de la reine arabe Zénobie de Palmyre la ville d'Alexandrie, dont elle s'était emparée sous le prétexte d'être une descendante de Cléopâtre. L’historien Ammien Marcellin dans son Res Gestae affirme que ce quartier fut alors totalement détruit : « Ce prince renversa ses murailles, et Alexandrie perdit la plus importante partie de son territoire, le district appelé Brouchion. »
Cependant, on ignore exactement combien de bâtiments originaux existaient encore à l'époque. Mais Dioclétien mis à sac de la ville quelques années plus tard. Le Musée tel qu'il avait été créé par les premiers Ptolémées cessa définitivement d'exister. Des références dispersées dans des sources ultérieures suggèrent qu'une autre institution comparable a été créée au IVe siècle à un endroit différent, mais on sait peu de choses sur son organisation et il est peu probable qu'elle ait eu les ressources de son prédécesseur,.

#### Conflits de primauté politique entre paganisme et christianisme
Les tensions croissantes entre le pouvoir impérial romain païen et l'influence religieuse et politique grandissante des chrétiens suscitent des affrontements qui se traduisent, par exemple, par l'édit de Théodose en 391 ordonnant, entre autres, la destruction des temples païens. L'hypothèse avancée par certains auteurs est que la bibliothèque d'Alexandrie aurait finalement disparu au cours de ces différents affrontements, tel le Sérapéum détruit à l'initiative de l'évêque Théophile d'Alexandrie.
C'est la thèse exposée par le poète Gérard de Nerval dans la première lettre d'Angélique, dans Les Filles du feu (1854) :

« La bibliothèque d'Alexandrie et le Sérapéon, ou maison de secours, qui en faisait partie, avaient été brûlés et détruits au IVe siècle par les chrétiens, — qui, en outre, massacrèrent dans les rues la célèbre Hypatie, philosophe pythagoricienne —. »

Le psychologue Gustave Le Bon soutient cette hypothèse :

« Sous la domination romaine, Alexandrie reprit un nouvel essor, et devint bientôt la seconde ville de l'Empire romain ; mais cette prospérité devait être éphémère encore. Elle se laissa envahir par la manie des querelles religieuses, et, à partir du troisième siècle, les émeutes, les révoltes s'y succédèrent constamment, malgré les sanglantes répressions des empereurs. Quand le christianisme devint la religion officielle, l'empereur Théodose fit détruire, comme nous l'avons dit, tous les temples, statues et livres païens. »

— La Civilisation des Arabes, Livre III, 1884, rééd. de 1980, p. 468.
Toutefois, on ne sait pas combien de livres se trouvaient dans le Sérapéon, ni même s'il y en avait, au moment de sa construction, et les érudits de l'époque ne mentionnent pas explicitement la bibliothèque,.

#### Conséquences de la conquête arabe
En 1203, ʿAbd al-Latîf al-Baghdâdî, historien arabe, puis Ibn al Qifti imputent la destruction de la bibliothèque au calife Omar ibn al-Khattâb qui aurait donné en 642 l'ordre de détruire la bibliothèque, à son général 'Amr Ibn al-'As. Les positions quant à ce récit restent tranchées, selon la valeur accordée à ce témoignage.
Les recherches, nombreuses sur le sujet, soulignent le manque de documents ou témoignages probants relatant ce récit. Il n'est mentionné par aucun historien, qu'il soit musulman ou chrétien, entre le VIIe et le XIIIe siècle. Al-Baghdâdî et Ibn al Qifti auraient forgé ce récit pour des raisons politiques. Selon une autre hypothèse, avancée par Mostafa el-Abbadi, l'histoire serait un faux fabriqué par les Croisés visant à discréditer les Arabes et à les dépeindre comme des ennemis de la culture.

Le récit est repris presque tel quel par l'historien Ibn Khaldoun dans sa Muqaddima (XIIIe siècle). Il en change cependant le cadre, il ne s'agit plus d'Alexandrie, mais de Ctésiphon en Irak actuel, et ce n'est plus 'Amr Ibn al-'As, mais Sa'd Ibn Abî Waqqâs qui dirige l'armée. En voici l'extrait : 

« Cependant, quand les musulmans eurent conquis la Perse et mis la main sur une quantité innombrable de livres et d'écrits scientifiques, Sa'd Ibn Abî Waqqâs écrivit à 'Umar Ibn al-Khattâb pour lui demander des ordres au sujet de ces ouvrages et de leur transfert aux musulmans ? 'Umar lui répondit : « Jette-les à l'eau. Si leur contenu indique la bonne voie, Dieu nous a donné une direction meilleure. S'il indique la voie de l'égarement, Dieu nous en a préservés. » Ces livres furent donc jetés à l'eau ou au feu, et c'est ainsi que les sciences des Perses furent perdues et ne purent parvenir jusqu'à nous. »

— Ibn Khaldûn, Le Livre des Exemples, T. I, Muqaddima VI, texte traduit et annoté par Abdesselam Cheddadi, Gallimard, novembre 2002, p. 944.
Si le contexte change, la phrase qui relate la réponse de 'Umar Ibn al-Khattâb est reprise mot pour mot de la chronique d'Al-Baghdâdî, ce qui vient renforcer qu'il s'agit d'une légende construite de toutes pièces. Tel est l'avis, entre autres, d'Ahmed Djebbar, chargé d'études en histoire des mathématiques à l'université des sciences et des technologies de Lille et auteur de nombreux ouvrages sur l'histoire des sciences ou de Richard Goulet directeur de recherche émérite au CNRS. La destruction de la bibliothèque d'Alexandrie par les troupes musulmanes est contredite dès le début du XVIIIe siècle par Eusèbe Renaudot, puis à la fin du XIXe siècle par le sociologue Gustave Le Bon.

Dans la première moitié du XXe siècle d'autres études abondent en ce sens, comme celle en 1911 de Victor Chauvin, celle d'Alfred J. Butler en 1902, celle de Paul Casanova en 1923 et celle d'Eugenio Griffini en 1925. À l'opposé, l'historienne Mireille Hadas-Lebel dans son ouvrage en 2003 sur Philon d'Alexandrie écrit que la bibliothèque après sa destruction en 390 fut reconstituée au VIe siècle puis incendiée lors de la conquête arabe en 641. Selon Martine Poulain dans sa recension de l'ouvrage de el-Abbadie : 

« Malgré les limites des sources, les historiens estiment en effet généralement qu'Alexandrie fut détruite lors des invasions arabes du VIIe siècle sur ordre du calife Omar. »

Luciano Canfora (directeur scientifique de l'École supérieure d'études historiques de l’université de Saint-Marin), semblait admettre en 1988 la destruction de la bibliothèque par les Arabes, tout en considérant l'histoire comme « douteuse » ; la différence de traitement du sujet entre les deux parties de son ouvrage a ainsi pu faire considérer sa position comme équivoque, certaines recensions estimant ainsi au contraire qu'il admettait l'hypothèse de la destruction au cours du conflit entre Aurélien et Zénobie de Palmyre (IIIe siècle) comme la plus vraisemblable. Canfora semble clarifier ultérieurement sa position en affirmant que la destruction date bien du conflit du IIIe siècle.
Ahmed Dejbbar estime que la bibliothèque d'Alexandrie n'existait plus au moment de la conquête arabe, victime d'un incendie qui se produisit avant l'avènement de l'Islam. On peut également citer Bernard Lewis, la longue étude de Mostafa el-Abbadi et Omnia Mounir Fathallah ou Paul Balta (qui, comme Mostafa el-Abbadi, rejette la piste des armées de 'Umar et privilégie celle du patriarche Théophile d'Alexandrie).

#### Conquête «turque» (868)
Selon une version erronée probablement introduite par Sprengel dans un article de l'Allgemeine Encyclopädie der Wissenschaften und Künste (1819), la bibliothèque, après avoir été brûlée par les Arabes en 641, aurait cependant été reconstituée par le calife Al Mutawakkil vers 845, avant d'être à nouveau détruite par les Turcs d'Ahmad Ibn Touloun en 868. Selon Paul Casanova, il pourrait s'agir d'une confusion avec le pillage par ses mercenaires turcs de la bibliothèque du calife Al-Mustansir Billah, au XIe siècle.

#### Un déclin progressif
Selon certaines sources[Lesquelles ?], la bibliothèque aurait survécu puisqu'aucun témoignage ne fait part de la fermeture de l'institution du jour au lendemain, liée à une perte irrémédiable de tout le fonds des livres. En effet, si l'apogée de la bibliothèque d'Alexandrie a lieu au IIIe siècle av. J.-C. sous les règnes des premiers Ptolémées, elle se maintient jusqu'à Cléopâtre VII. De plus, on sait également que le Musée auquel est rattachée la bibliothèque est toujours présent[Quand ?]. On observe encore des figures intellectuelles à Alexandrie comme Apion admiré par Tibère au Ier siècle, ou encore la présence d'Athénée de Naucratis au IIIe siècle[réf. nécessaire].

### Postérité
Cependant, on ne peut pas préciser quelle part du trésor du Mouseîon survécut aux vicissitudes et de quelle manière. Sans doute, d'autres bibliothèques, mineures celles-là, avaient surgi entre-temps. Mais il ne faut pas penser au patrimoine de l'ancienne Bibliothèque comme à une acquisition immuable. Le travail de sélection (conscient ou non) des ouvrages continua durant des siècles, les textes qui demandaient le plus d'étude étaient désormais les Écritures et les Pères de l'Église. Le format même des livres changea, du rouleau au codex. Cela demanda de nouvelles transcriptions (et sélections).

## Évocations artistiques

### Spectacles
- En 1723, Haendel, dans son opéra Giulio Cesare, évoque l'incendie qui détruisit la bibliothèque d'Alexandrie[109].

### Littérature
- En 2002, l'astrophysicien et écrivain Jean-Pierre Luminet a publié Le Bâton d'Euclide : le roman de la bibliothèque d'Alexandrie (Éditions Lattès) se fondant sur l'hypothèse de la destruction de la bibliothèque lors de la conquête arabe, où il met en scène trois personnages — un philosophe chrétien, un médecin juif et une mathématicienne et musicienne nommée Hypatie — qui tentent de défendre la bibliothèque[110].

### Télévision
- En 2007, dans la cinquième saison de Kaamelott, le jurisconsulte joué par Christian Clavier évoque l'incendie de la bibliothèque au père Blaise, afin de lui faire prendre conscience que les documents en papier prennent feu facilement.
- Dans la série Game of Thrones (2011 – 2019), la cité de Villevieille, connue pour son gigantesque phare, abrite la « Citadelle des mestres », où les savants du monde entier viennent étudier l'impressionnante collection de manuscrits et parchemins anciens accumulée par l'établissement. Le personnage-clef de Samwell Tarly y fera notamment son apprentissage.

### Cinéma
- La bibliothèque d'Alexandrie est mentionnée dans le film Astérix et Obélix : Mission Cléopâtre, réalisé par Alain Chabat et sorti en 2002. Dans le film, le druide Panoramix souhaite aller consulter des manuscrits, tout en accompagnant l'architecte Numérobis, avec Astérix, Obélix, et Idefix.
- La bibliothèque d'Alexandrie est au cœur du film fictif Agora (2009), réalisé par Alejandro Amenábar, qui suit le destin d'Hypatie, femme de sciences et de philosophie[111]. Le film est sorti en France en 2010. Il se fonde sur l'hypothèse de la destruction par les chrétiens de la plus grande partie des œuvres lors de la fermeture du Sérapéum d'Alexandrie qui abritait une annexe de la bibliothèque.

### Bande dessinée
- Dans Astérix et Cléopâtre, épisode d'Astérix de René Goscinny et Albert Uderzo, (1963), Cléopâtre offre au druide Panoramix, en récompense pour son aide, des papyrus sélectionnés dans la Bibliothèque.
- Une histoire de Keno Don Rosa de 1993, intitulée La Bibliothèque perdue, met en scène Picsou et ses neveux cherchant à retrouver la bibliothèque. Ils découvrent finalement, à Alexandrie, les tombeaux d'Alexandre le Grand et de Cléopâtre VII. Le Manuel des Castors Juniors y trouverait d'ailleurs son origine.
- Dans Le Groom de Sniper Alley (2014), épisode de Spirou et Fantasio, Spirou et Fantasio se rendent dans un pays africain fictif, l'Aswana, pour chercher le trésor de la bibliothèque d'Alexandrie.
- Dans le tome 2 d'Alix Senator de Valérie Mangin et Thierry Démarez, Le Dernier Pharaon (2013), on peut voir une représentation de la bibliothèque d'Alexandrie à son apogée.

### Manga
- Dans la série One Piece d'Eiichiro Oda (commencée en 1997), le massacre de l'île d'Ohara et la destruction de l'arbre bibliothèque rappelle ce qu'il se passa pour la bibliothèque d'Alexandrie.
- Dans la série Magus of the Library (commencée en 2017), le héros rêve de voir la bibliothèque centrale, qui rappelle le fonctionnement de la bibliothèque d'Alexandrie.
- Le tome 8 de la série Pline (2019), écrit par Mari Yamazaki et dessiné en collaboration avec Miki Tori, débute avec l'arrivée de Pline et ses compagnons de voyage à Alexandrie. Il leur est demandé de laisser tous les écrits en leur possession afin que la bibliothèque en fasse des copies qu'elle leur remettra, conformément aux règles.

### Jeux vidéo
- Dans tous les opus de la franchise Sid Meier's Civilization (dont le premier opus est sorti en 1991), la bibliothèque peut être construite comme merveille mondiale.
- Dans Tomb Raider : La Révélation finale (1999), Lara Croft découvre plusieurs sites d'Alexandrie, dont la Grande bibliothèque, à l'intérieur de laquelle elle explore de vastes salles. Elle y découvre également les appartements de Démétrios de Phalère.
- Dans Assassin's Creed Origins (2017), le héros, Bayek, a pour quête d’entrer dans la bibliothèque d’Alexandrie ; on y découvre donc la bibliothèque comme elle aurait été construite avant sa première destruction en 48 av. J.-C.
- Dans le DLC gratuit d'Assassin's Creed Odyssey sorti en 2021, une scène post-générique montre l'héroïne, Kassandra, entrer dans la bibliothèque d'Alexandrie afin d'y déposer un rouleau contenant les récits de son compagnon et ami, l'historien Hérodote.

## La bibliothèque moderne
L'université d'Alexandrie organise une conférence en 1972, lors de laquelle le professeur d'histoire ancienne Mostafa el-Abbadi appelle à la création d'une nouvelle bibliothèque d'Alexandrie. L'UNESCO lance un premier appel international en 1988 pour soutenir le projet et poser la première pierre. La bibliothèque est officiellement inaugurée le 17 octobre 2002 sur le site approximatif de l'ancienne bibliothèque. Avec la collaboration de plusieurs musées (sciences, antiquités, manuscrits) et de centres de recherche, la bibliothèque d'Alexandrie entend accueillir huit millions d'ouvrages et devenir un lieu ouvert sur le monde. La nouvelle bibliothèque est construite en quinze ans avec des fondations souterraines qui s'enfoncent à quinze mètres sous terre, au grand regret des archéologues puisqu'elle est construite sur les vestiges détruits de l'ancien Musée[réf. nécessaire].